# Pedro Pablo León
Pedro Pablo León García (Lima, 1943. március 26. – Lima, 2020. május 9.) válogatott perui labdarúgó, csatár.

## Pályafutása

### Klubcsapatban
1960–1970 között az Alianza Lima labdarúgója volt. Három bajnoki címet szerzett a csapattal és kétszer lett bajnoki gólkirály. 1971–1972 között az ecuadori Barcelona SC játékosaként egy bajnoki címet szerzett. 1973-ban ismét az Alianza Lima, 1974-ben a Juan Aurich, 1975-ben az Unión Tumán, 1976–1977 között a Deportivo Municipal csapatában szerepelt. 1978–1980 között a venezuelai Deportivo Galicia labdarúgója volt és egy kupagyőzelmet ért el a csapattal.

### A válogatottban
1963–1973 között 49 alkalommal szerepelt a perui válogatottban és 15 gólt szerzett. Tagja volt az 1970-es mexikói világbajnokságon résztvevő csapatnak.

## Sikerei, díjai
Alianza Lima
- Perui bajnokság
  - bajnok (3): 1962, 1963, 1965
  - bajnok (2): 1963, 1967

 Barcelona SC
- Ecuadori bajnokság
  - bajnok: 1971

 Deportivo Galicia
- Venezuelai kupa
  - győztes: 1980